# Vlasta Děkanová
Vlasta Děkanová (5 settembre 1909 – 16 ottobre 1974) è stata una ginnasta cecoslovacca.

## Palmarès

### Olimpiadi
- 1 medaglia:
  - 1 argento (Berlino 1936 a squadre)

### Mondiali
- 4 medaglie:
  - 4 ori (Budapest 1934 a squadre; Budapest 1934 nell'all-around; Praga 1938 a squadre; Praga 1938 nell'all-around)